# Enrique Barbosa Baeza
Enrique Orozimbo Barbosa Baeza (Valparaíso, 5 de noviembre de 1882-Santiago, 9 de agosto de 1976) fue un político y abogado chileno.

## Inicio de su carrera
Fue hijo de Orozimbo Barbosa Puga y de Corina Baeza Yávar. A raíz de la derrota de los balmacedistas en 1891, donde se encontraba su padre como general del ejército, debió emigrar a las persecuciones políticas y se radicaron en Argentina. En Buenos Aires, contrajo matrimonio con Magdalena Popolizio Garofano en 1907.
En el Colegio Nacional de Buenos Aires cursó humanidades y obtuvo ahí las más altas distinciones por su talento. Volvió a Chile en 1908 y cursó Leyes en la Universidad de Chile. Su memoria versó sobre “Divorcio con Disolución de Vínculo”. Como profesional se especializó en causas criminales.
Se le nombró examinador de medicina legal de la Facultad de Leyes y Ciencias Políticas de la Universidad de Chile, honrosa distinción a sus méritos y talento.

## Carrera política
Ingresó al Partido Liberal Democrático, influenciado por su padre, del cual llegó a ser un importante dirigente. Fundó con esfuerzo el centro de propaganda de la Juventud Liberal Democrática, institución que le eligió como presidente. Al amparo de esta nueva sociedad surgieron centros análogos en distintas ciudades del país.
Designado por concurso el grado de Policía de la Cámara de Diputados y luego redactor de sesiones (1911).
Elegido Diputado por Linares (1912-1915), Tarapacá y Pisagua (1915-1918) y por Ovalle (1924-1926). Integró las Comisiones permanentes de Legislación Social y Hacienda. Segundo Vicepresidente de la Cámara de Diputados (1924).
Fue miembro de la Comisión consultiva para estudiar el proyecto de la nueva Constitución de 1925, aunque no participó de la redacción como constituyente. En 1926 perteneció al Partido Liberal Democrático Aliancista, del cual fue presidente un tiempo. 
Ejerció como Ministro de Relaciones Exteriores (1956), mismo año en que ingresa al Movimiento Republicano.
Además fue socio del Club de La Unión; miembro del Comité Olímpico de Chile y su presidente (1934-1935); miembro del Comité Olímpico Internacional (1948-1952); miembro honorario de la Academia de Legislación y Jurisprudencia de Madrid.